# Lastreopsis pacifica
Lastreopsis pacifica är en träjonväxtart som beskrevs av Tind. Lastreopsis pacifica ingår i släktet Lastreopsis och familjen Dryopteridaceae. Inga underarter finns listade.